# Siikaluoma
Siikaluoma är en sjö i Finland. Den ligger i kommunen Kuusamo i landskapet Norra Österbotten, i den nordöstra delen av landet, 700 km norr om huvudstaden Helsingfors. Siikaluoma ligger 255,8 meter över havet. Den ligger vid sjön Takalojärvi. Arean är 44,6 hektar och strandlinjen är 4,77 kilometer lång. Sjön  ingår i Ijo älvs huvudavrinningsområde. 